# Christopher Lee
Ngài Christopher Frank Carandini Lee, CBE (27 tháng 5 năm 1922 – 7 tháng 6 năm 2015) là diễn viên và ca sĩ người Anh. Lee sớm được biết tới qua vai phản diện Bá tước Dracula trong bộ phim cùng tên của hãng Hammer Horror Productions. Ngoài ra, ông còn từng thủ vai Francisco Scaramanga trong bộ phim The Man with the Golden Gun (1974) về James Bond, Saruman trong Chúa tể những chiếc nhẫn (2001-2003) và The Hobbit (2011-2014) cũng như vai bá tước Dooku trong 2 tập của loạt phim Chiến tranh giữa các vì sao (2002 và 2005).
Lee qua đời vào ngày 7 tháng 6 năm 2015 sau khi nhập viện vì những vấn đề hô hấp và suy tim.